# Nahuel Carabaña
Nahuel Carabaña (10 de noviembre de 1999) es un deportista de Andorra que compite en atletismo. Ganó una medalla de bronce en el Campeonato Europeo de Atletismo Sub-23 de 2021, en la prueba de 3000 m obstáculos.
Fue el abanderado de Andorra en la ceremonia de apertura de los Juegos Olímpicos de París 2024 junto con la piragüista Mònica Dòria Vilarrubla.